# Maurizio Zaffiri
Maurizio Zaffiri (L'Aquila, 12 gennaio 1978) è un ex rugbista a 15, preparatore atletico e dirigente sportivo italiano, di ruolo terza linea ala, 14 volte in nazionale; ha fatto parte del consiglio federale della F.I.R. in quota giocatori e da dopo il ritiro fa parte dello staff dell'Aquila Rugby, la sua ultima squadra, e della Nazionale Under 18. Dal 2017 ricopre il ruolo di coordinatore del progetto di formazione giovanile della F.I.R. È dottore in Scienze delle attività motorie e sportive e laureando in management delle attività motorie e sportive presso l’Università di Roma “Foro Italico”.

## Biografia
Cresciuto nelle giovanili del CUS L'Aquila, esordì in serie A1 il 15 settembre 1996 con L’Aquila.
Nell'estate del 2000 fu convocato in Nazionale italiana da Brad Johnstone per il Tour nel Sud Pacifico esordendo il 15 luglio a Lautoka contro Figi.
Nell'autunno di quell'anno fu titolare anche contro la Romania e con gli All Blacks a Genova.
Nel 2001 debuttò nel Sei Nazioni al Flaminio contro il Galles.
Fu a Parma nel 2002 e poi a Calvisano l'anno successivo; con i lombardi vinse la Coppa Italia 2003-04, segnando una meta nella finale contro il Viadana, e si laureò campione d'Italia due volte, nel 2004-05 e nel 2007-08.
Dopo aver giocato altri tre test match tra 2003 e 2005, fu riconvocato in nazionale da Pierre Berbizier per i Sei Nazioni 2006 e 2007, nel corso del più recente dei quali disputò la sua ultima partita in azzurro, contro l'Irlanda a Roma.
Nel mercato invernale di gennaio 2009 tornò, insieme al suo compagno di squadra Alejandro Moreno, a L’Aquila e ad agosto 2014 annunciò il suo ritiro per diventare preparatore atletico della squadra dalla successiva stagione di Eccellenza; nonostante il ritiro, il 9 maggio 2015 fu schierato per giocare da capitano l'ultima partita di campionato contro il Petrarca in occasione dell'addio all'attività agonistica di Salvatore Perugini e Simon Picone.
Nella sua carriera ha totalizzato, in campionato, 198 presenze ufficiali realizzando 36 mete per complessivi 180 punti, e ha giocato 37 partite nelle coppe europee, di cui 27 in Heineken Cup, segnando una meta. 
Nel 2012 viene eletto consigliere federale in quota atleti e nello stesso anno scelto come team manager della nazionale italiana rugby Under 18.
Nel luglio 2017 la Federazione Italiana Rugby ufficializza la sua nomina a manager operativo del progetto élite giovanile, posizione inserita all’interno dell’area tecnica federale in supporto al responsabile tecnico per la formazione dei giocatori che prevede il coordinamento di tutte le strutture situate su territorio italiano che costituiscono il Progetto Federale. (Accademie nazionali U20 e centri di formazione U18).

## Vita Privata
È padre di Maria Margherita, nata nel 2014, e di Mattia, nato nel 2016, avuti insieme alla compagna Beatrice.  

## Palmarès
- Campionati italiani: 2
Calvisano: 2004-05, 2007-08
- Coppe Italia: 1
Calvisano: 2003-04